# Яблуниця (Надвірнянський район)
Яблуни́ця — село в Україні, у Поляницькій сільській громаді Надвірнянського району Івано-Франківській області. 

## Географія
Село Яблуниця розташоване у межах Карпатського національного природного парку. На південно-західній околиці села знаходиться Яблуницький перевал, на межі Закарпаття та Івано-Франківщини. На південно-західній околиці села бере початок струмок Ренегив, правий доплив Лазещини.
Відстань до районного центру — 55 км, обласного центру — 93 км, Яремче — 36 км.

## Історія
До 2020 року село підпорядковувалося Яремчанській міській раді.

## Населення

### Мова
Розподіл населення за рідною мовою за даними перепису 2001 року:
| Мова            | Кількість | Відсоток |
| --------------- | --------- | -------- |
| українська      | 1975      | 99.45%   |
| російська       | 3         | 0.15%    |
| румунська       | 2         | 0.10%    |
| болгарська      | 2         | 0.10%    |
| німецька        | 2         | 0.10%    |
| білоруська      | 1         | 0.05%    |
| інші/не вказали | 1         | 0.05%    |
| Усього          | 1986      | 100%     |

## Релігія
- церква Успення Пресвятої Діви Марії (1895, УГКЦ, дерев'яна; пам'ятка архітектури місцевого значення)
- церква святого Василія Великого (1992, ПЦУ, дерев'яна)

## Транспортна інфраструктура
У центрі села розташована автобусна зупинка, ще дві — на околицях села. Найближча залізнична платформа — Татарів (за 8 км).

## Найбільший Тризуб в Україні
28 травня 2019 року у селі Яблуниця встановлений найбільший дерев'яний Тризуб заввишки понад 15 метрів. Така ідея виникла у мистецькому просторі «Полонини Перці», який взявся відроджувати гуцульські традиції. Авторам задуму вдалося втілити свою ідею в життя. 
Дерев'яний Тризуб визнали рекордом України, що був зафіксований представником Національного реєстру рекордів України.

## Уродженці
- Марусик Тарас Павлович (1955, Яблуниця) — український журналіст, державний службовець, фахівець з мовної політики.

## Світлини

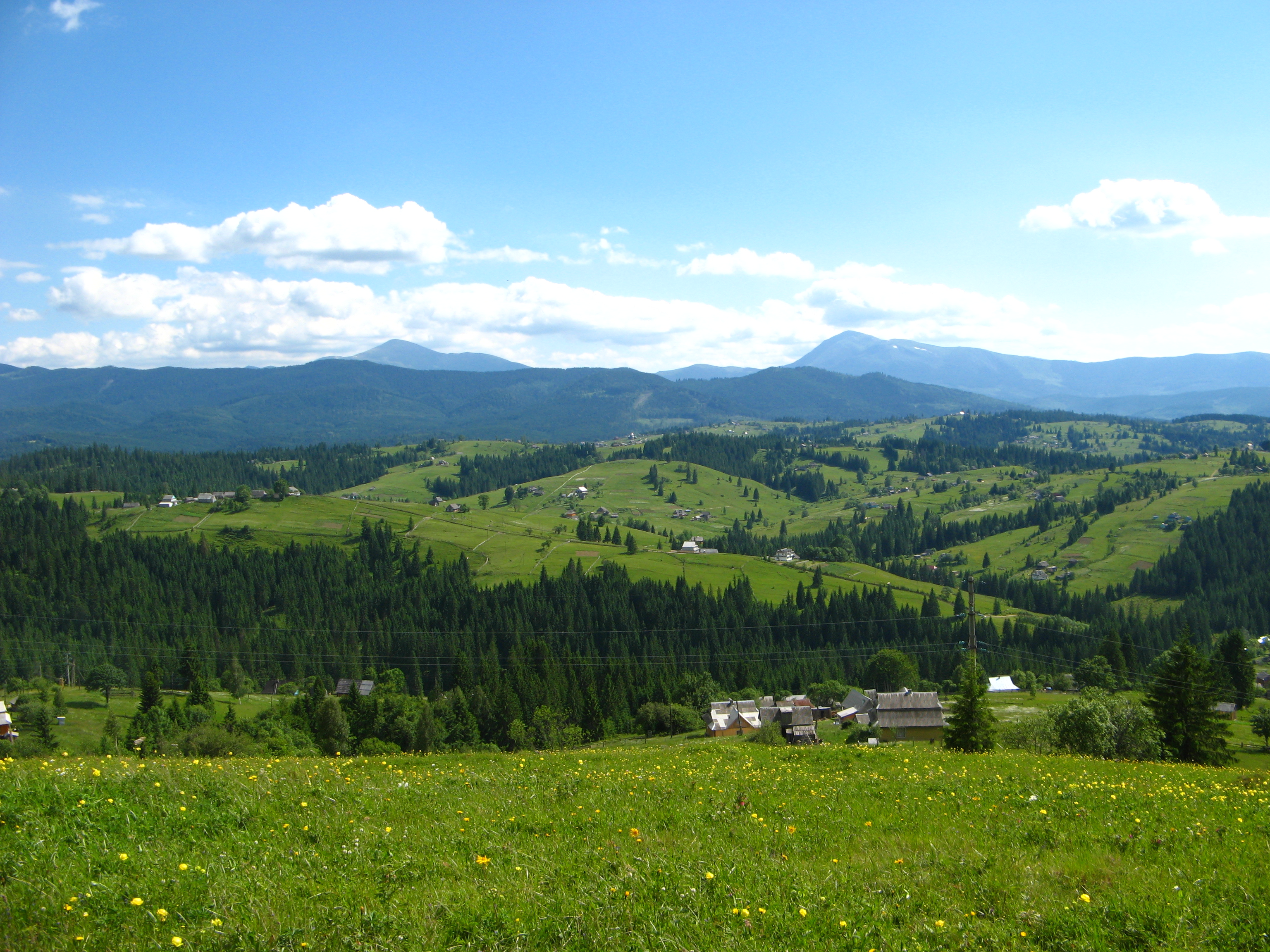
Вигляд на південно-східну частину села. Вдалині — Говерла (зліва) і Петрос (справа)
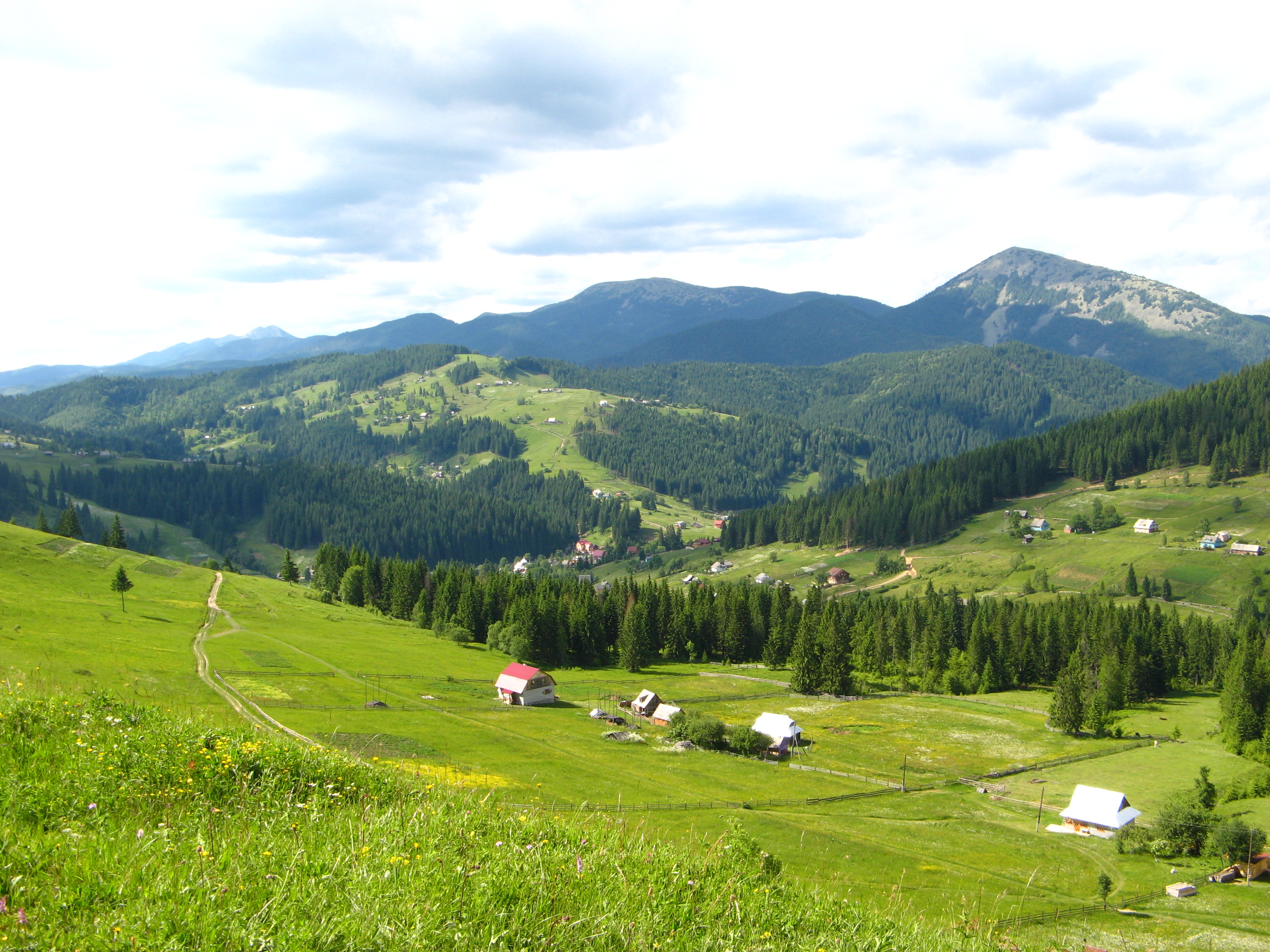
Вигляд на північну частину села. Вдалині — гора Хом'як (справа), хребет Синяк (посередині) та хребет Довбушанка (зліва)
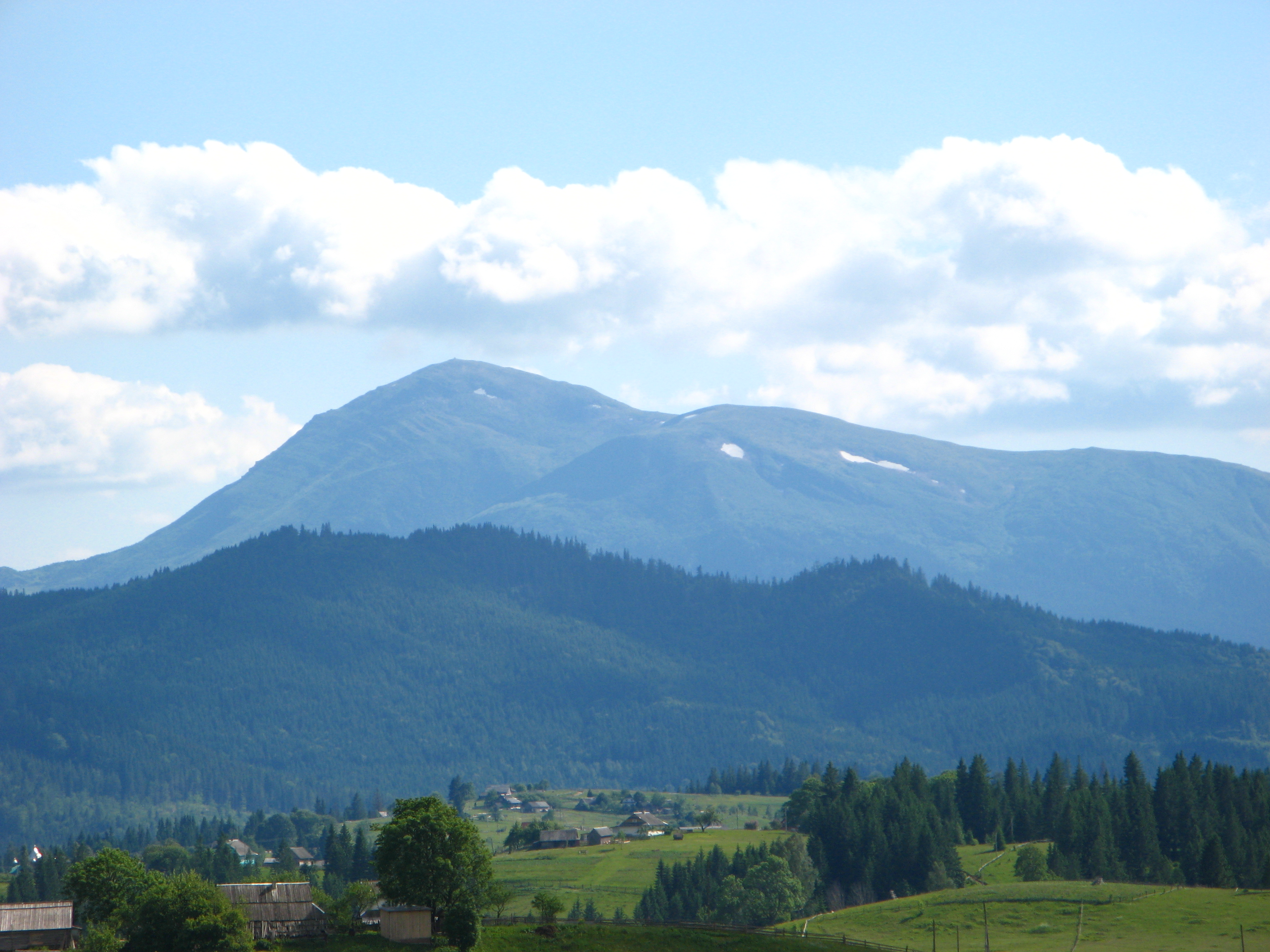
Вигляд з Яблуниці на Петрос
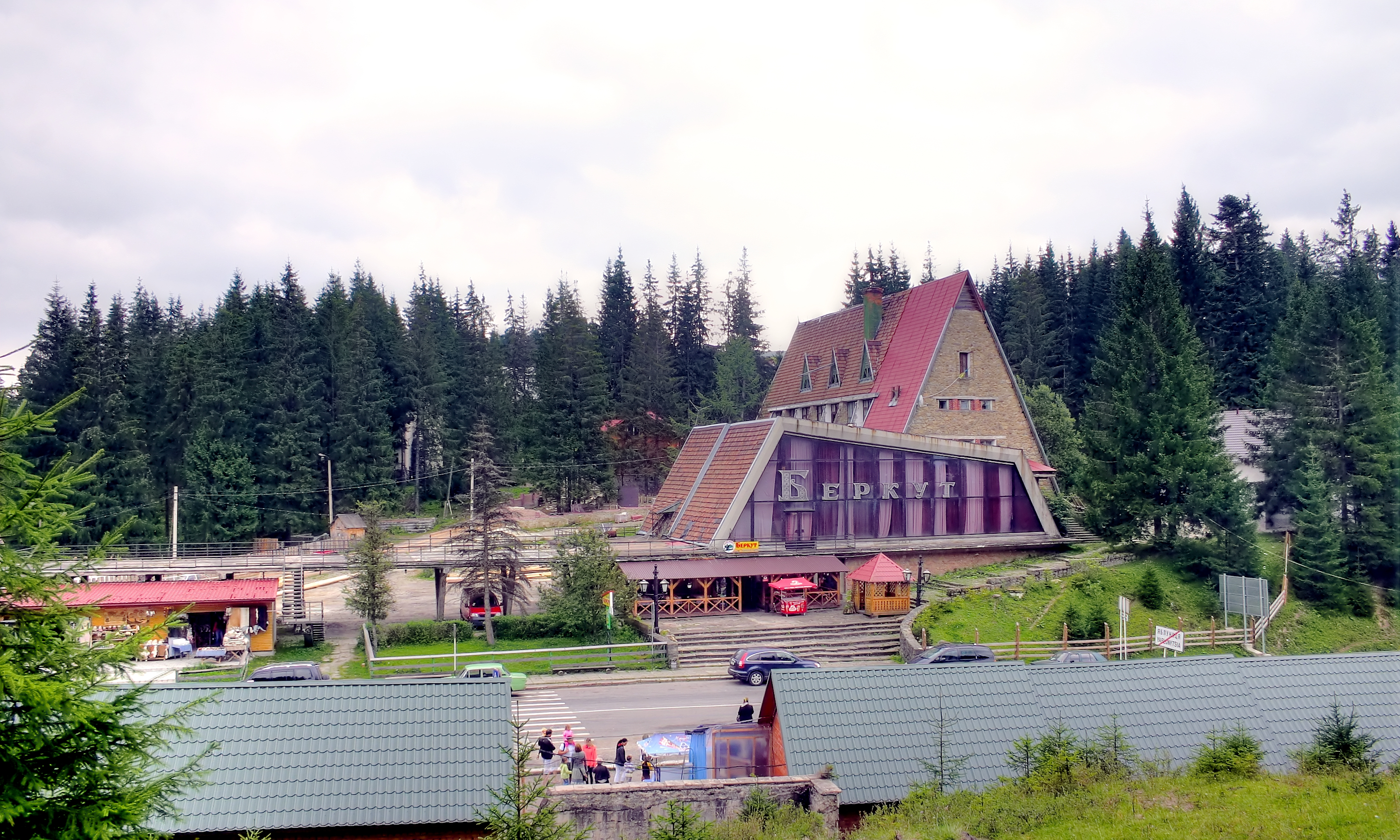
Комплекс «Беркут» на Яблуницькому перевалі
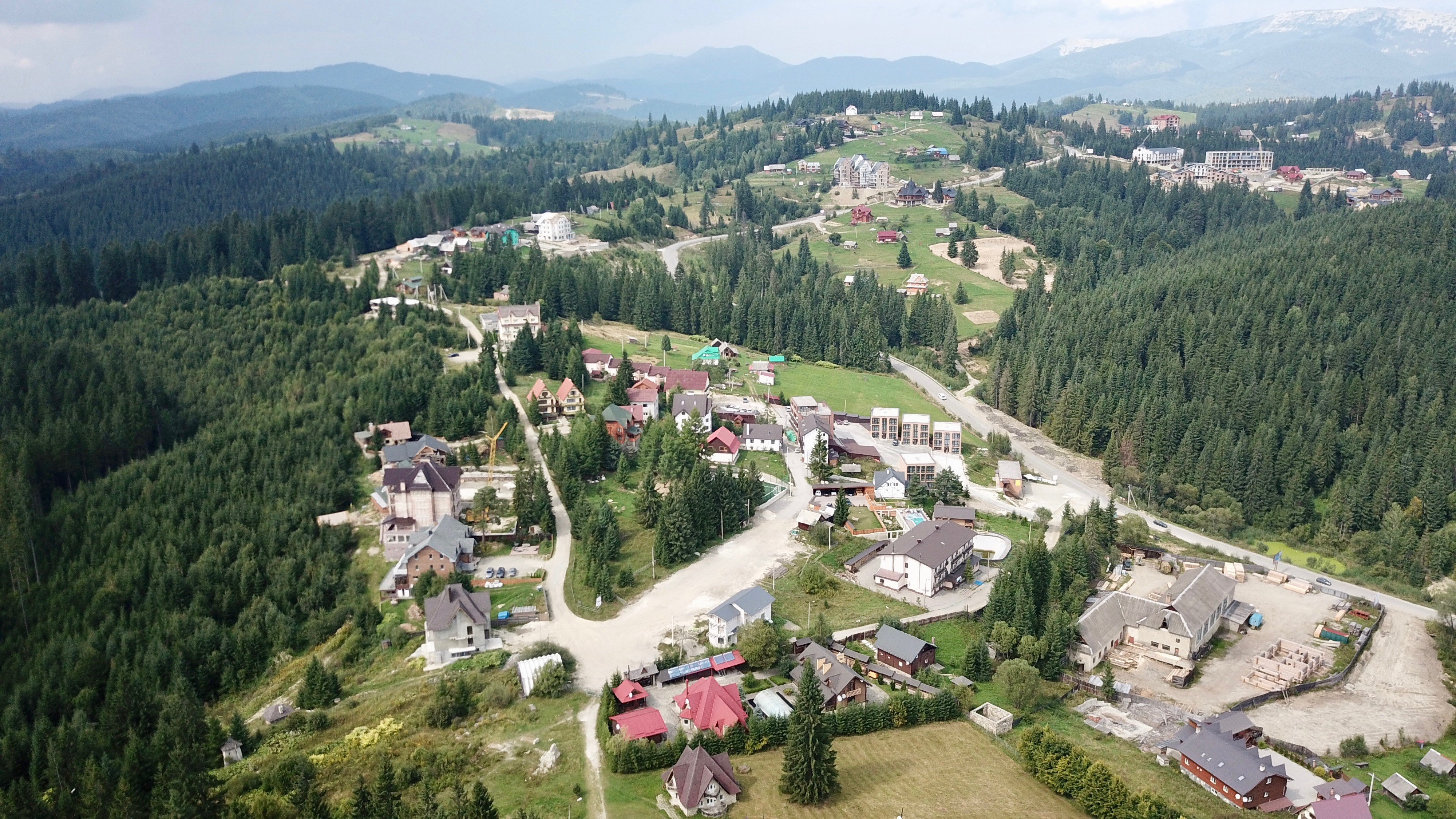
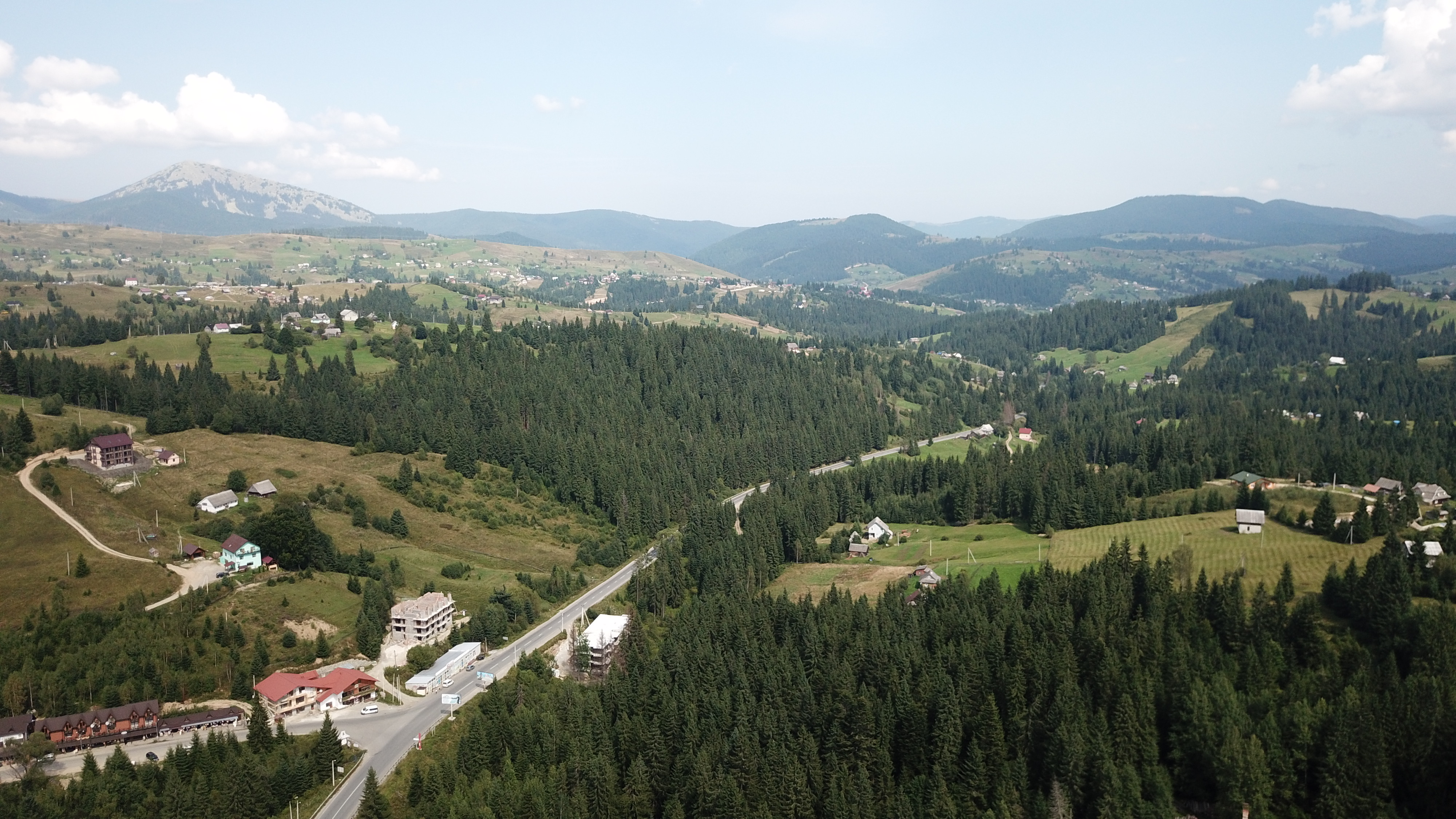
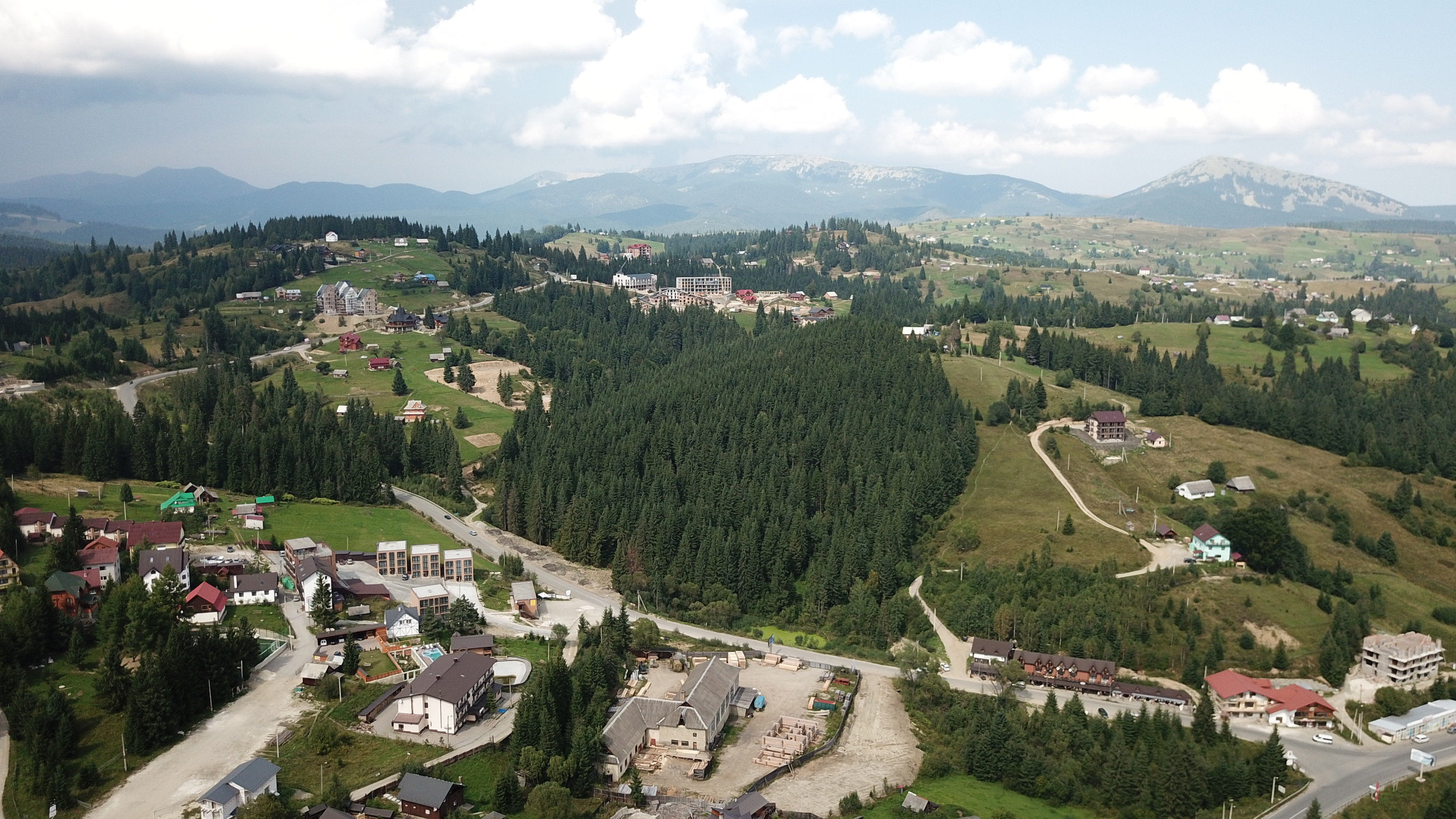
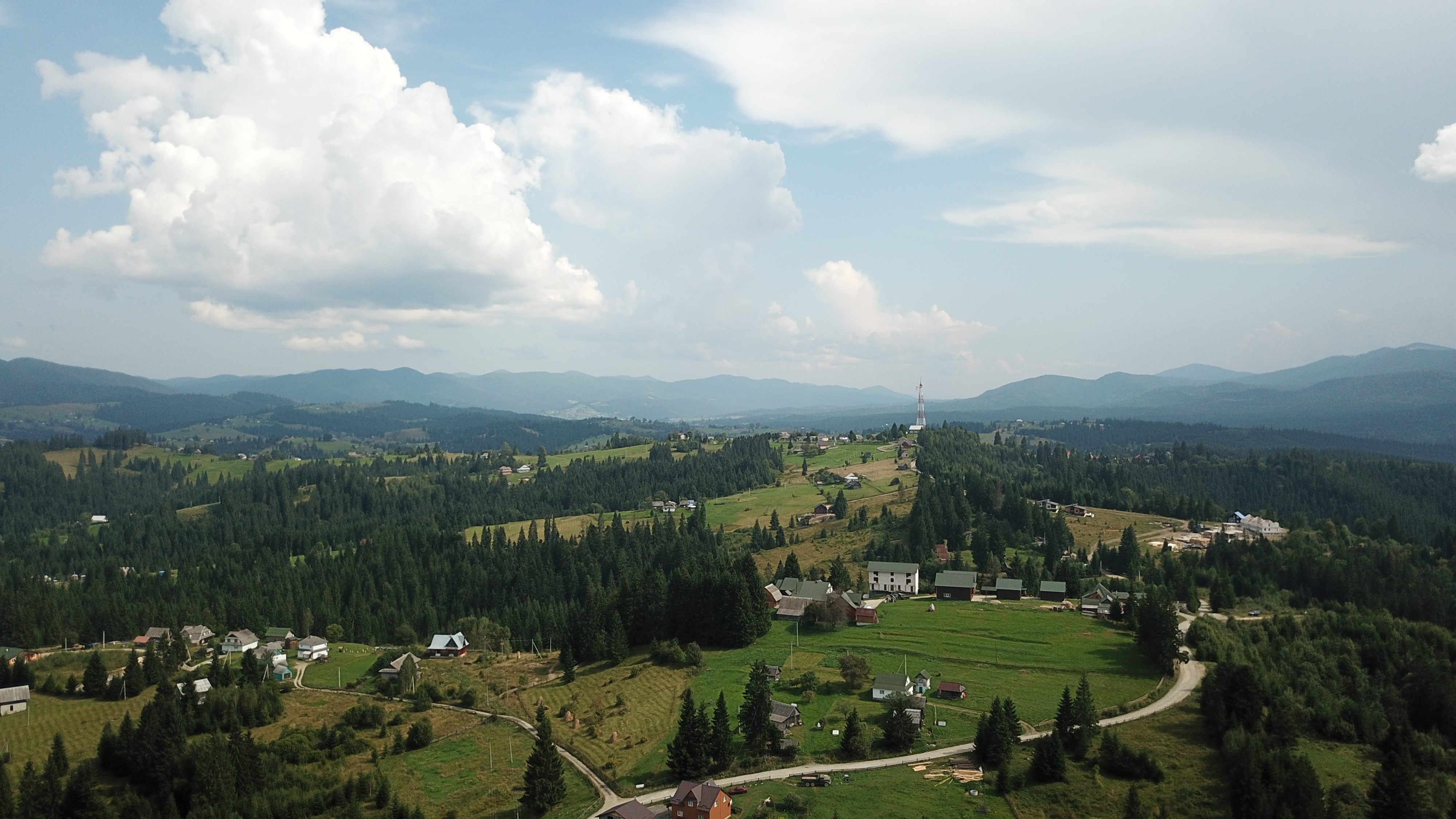